# Eva Zeltner

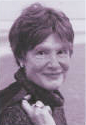
Eva Zeltner

Eva Zeltner (* 26. November 1931 in Zürich) ist eine Schweizer Psychologin und Autorin.

## Leben
Eva Zeltner wuchs als einziges Mädchen unter etwa 80 Buben und Jugendlichen auf. Ihr Vater Max Zeltner leitete das Landerziehungsheim der Stiftung Albisbrunn in Hausen a/Albis, ein damals nach modernen pädagogischen Grundsätzen geführtes Schul- und Lehrlingsheim für verhaltensauffällige normal begabte männliche Jugendliche. Dadurch wurde sie früh mit der Problematik schwieriger Jungen und ihrer Erziehung vertraut.
In Zürich besuchte sie das Primarlehrerseminar, den Vorkurs an der Kunstgewerbeschule und das Heilpädagogische Seminar. 23 Jahre Unterrichtstätigkeit an Mittel- und Oberstufen in der Stiftung Albisbrunn, an der Volksschule in Zürich und der Pestalozzistiftung Knonau folgten.
Nach ihrer Heirat 1962 begleitete Eva Zeltner ihren Mann fünfzehn Jahre durch verschiedene Pfarrämter. In dieser Zeit entstanden Gedichte und Texte zu Liedern, die unter ihrem Ehenamen Eva-Maria Tobler-Zeltner in Gesangbüchern veröffentlicht wurden.
Mit 54 Jahren begann Zeltner an der Universität Zürich ein Studium in Psychologie, Psychopathologie des Kindes- und Jugendalters und der Neuropsychologie und schloss 1991 mit dem Lizenziat ab.
Eva Zeltner arbeitete als Beraterin von Lehrpersonen, Eltern und Jugendlichen. Ihre Schwerpunkte sind Jugendgewalt, Schulfragen, Pubertäts- und Generationenprobleme.
Sie schrieb zahlreiche Sachbücher, darunter drei Bestseller, Artikel in Fachzeitschriften und Tageszeitungen, gab Interviews in Radio, Fernsehen und in Printmedien der Schweiz, Deutschlands und Österreichs und hält Vorträge und Lesungen im deutschsprachigen In- und Ausland.
Eva Zeltner vertritt eine Pädagogik, die Kinder von Geburt an ernst nimmt, ihnen mit Respekt begegnet und statt verunsichernder Wankelpädagogik einen (flexiblen) Rahmen mit Grenzen respektive gemeinsam vereinbarten Regeln anbietet. Sie engagiert sich für eine emanzipierte Bubenerziehung.
Eva Zeltner ist verheiratet mit dem Theologen, Musiker und Schriftsteller Robert Tobler, hat zwei erwachsene Söhne und zwei Enkelinnen. Sie lebt in Zürich und Berlin.

## Bücher
- Stellmesser und Siebenschläfer. Verlorene Kinder. Zytglogge 1990, ISBN 3-7296-0342-6.
- Kinder schlagen zurück. Jugendgewalt und ihre Väter. 3. Auflage. Zytglogge 1993, ISBN 3-7296-0539-9.
- Kinder schlagen zurück. Jugendgewalt und ihre Ursachen. Deutscher Taschenbuchverlag, 1996, ISBN 3-423-35102-0.
- Weder Macho noch Muttersöhnchen. Denkanstösse zum Umgang mit Jungen. 2. Auflage. Zytglogge, 1997, ISBN 3-7296-0539-9.
- Weder Macho noch Muttersöhnchen. Neue Wege in der Jungenerziehung. 2. Auflage. Deutscher Taschenbuchverlag, 2000, ISBN 3-423-36123-9.
- Mut zur Erziehung. 6. Auflage. Zytglogge 1996, ISBN 3-7296-0507-0. (3. Auflage. Deutscher Taschenbuchverlag 2002, ISBN 3-423-36048-8)
- Generationenmix. Frühreife Kids und ravende Oldies. Zytglogge, 1998, ISBN 3-7296-0576-3.
- Elternlust-Elternfrust. Wie der Nachwuchs uns lebenslang in Atem hält. Zytglogge, 2001, ISBN 3-7296-0625-5.
- Und plötzlich fühl ich mich alt. Vom Blues der mittleren Jahre. 2. Auflage. Zytglogge, 2005, ISBN 3-7296-0671-9.
- Halt die Schnauze, Mutter! Überforderte Eltern und Lehrpersonen. 2. Auflage. Zytglogge, 2006, ISBN 3-7296-0705-7.
- Streitpunkt Schule. Was Eltern und Lehrer voneinander erwarten. Zytglogge, 2007, ISBN 978-3-7296-0740-8.
- Der Tanz ums goldene Kind. Von der Ambivalenz elterlicher Gefühle. Zytglogge, 2009, ISBN 978-3-7296-0790-3.
- Hurra, wir sind Ompas! Die neuen Grosseltern. Zytglogge, 2011, ISBN 978-3-7296-0821-4.

## Beiträge in Anthologien
- Eltern als Snowborder und Brückenspringer. In: Gesellschaft im Widerspruch. Jahresgabe der Friedrich Krupp AG, Essen 1995.
- Eignen sich Strafen als Mittel zur Erziehung? In: Brigitte Zöllner (Hrsg.): Mit Strafen leben? Promedas 1997, ISBN 3-9521124-2-9.
- Seelentröster Shopping und Thrill des Extrems. In: P. Kemper, U.Sonnenschein (Hrsg.): Sucht und Sehnsucht. Rauschrisiken in der Erlebnisgesellschaft. Reclam, 2000, ISBN 3-15-018087-2.
- Dinner for two. In: Dieter Leuenberger: Aus der Welt. Zytglogge, 2005, ISBN 3-7296-0700-6.
- Leben als Gabe und Aufgabe – Ein Rollenspiel. In: C.Fistarol, R.Kunz, W.Lüssi (Hrsg.): Heimgang – Gedanken über den Lebensabend, rüffer&rub, 2015, ISBN 978-3-907625-88-0